# Renate Rennhack
Renate Rennhack (* 21. März 1936; † 20. November 1999 in Berlin) war eine deutsche Schauspielerin, Synchronsprecherin und Sprecherin in Dokumentarfilmen.

## Biografie
Ihren ersten Auftritt im Fernsehen hatte Renate Rennhack 1959 als Marianne Pabst genannt Mücke in der Serie Die Vormanns und ihre Freunde. Es folgten in den 1960er und Anfang der 1970er Jahre einige weitere Rollen im DDR-Fernsehen. Zu ihren bekanntesten Auftritten zählte u. a. die Rolle als Martha Heyer im ersten Teil der erfolgreichen Fernsehserie Wege übers Land im Jahre 1968. Mit dem Auftritt als Helga Zander im Fernsehdrama Bittere Pillen, in der sie eine Hauptrolle übernahm, endete 1974 ihre Karriere als Fernsehschauspielerin.
Fortan widmete sich Renate Rennhack hauptsächlich nur noch der Synchronisation. In der Deutschen Synchronkartei sind von ihr 174 Sprechrollen in Filmen und Serien verzeichnet. Daneben wirkte sie als Sprecherin bei mehreren Dokumentarfilmen mit.
Im Radio DDR II beteiligte sie sich 1988 auch an der Sendereihe Die literarische Stunde und las Auszüge aus Anna Seghers Die Entscheidung und Das Vertrauen.
Im Alter von 63 Jahren starb Renate Rennhack am 20. November 1999 in Berlin.

## Filmografie
- 1959 Die Vormanns und ihre Freunde (TV)
- 1962 Rom, Via Margutta (TV)
- 1962 Esther (TV)
- 1963 Das tägliche Brot (TV)
- 1963 Der Regenwettermann (TV)
- 1963 Lügen haben lange Beine (TV)
- 1964 Preludio (TV)
- 1965 Chaussee zum großen Himmelswagen
- 1965 Episoden vom Glück (TV)
- 1966 Der Staatsanwalt hat das Wort, Episode: Bummel-Benno (TV)
- 1967 Der Staatsanwalt hat das Wort, Episode: Busliesel (TV)
- 1968 Wege übers Land (TV-Serie)
- 1972 Die Ballade von der Geige (TV)
- 1974 Bittere Pillen (TV)